# Povos isolados

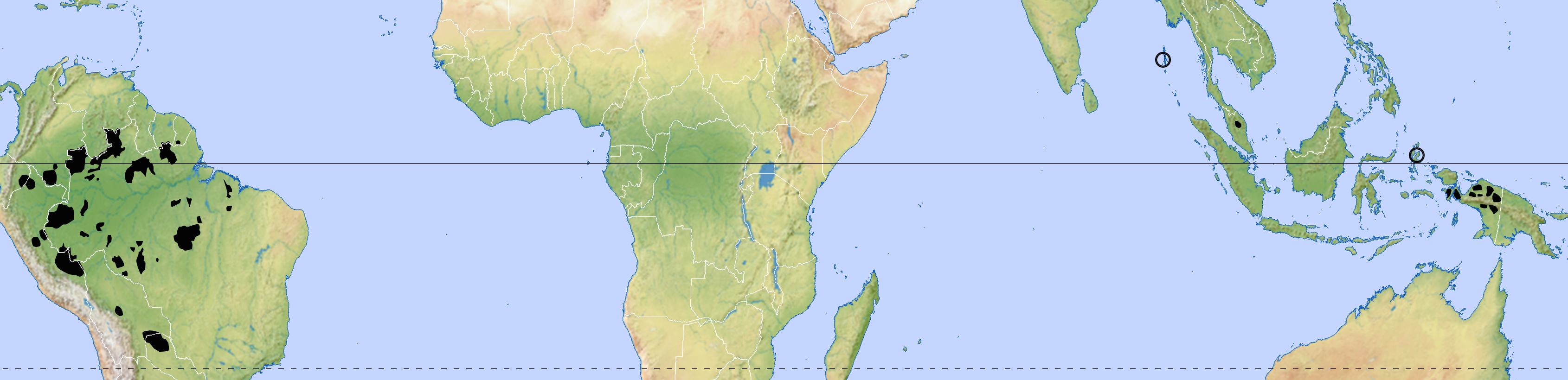
Mapa de localidades com povos não contatados, no inicio do século XXI

Povos não contatados, também chamados povos isolados ou povos perdidos, são comunidades que, por decisão própria ou por determinadas circunstâncias, vivem em isolamento total ou sem contato significativo com a sociedade em geral. Poucos povos têm permanecido totalmente sem contato com a civilização dominante.
Ativistas dos direitos indígenas pedem que tais grupos sejam deixados isolados, respeitando-se o seu direito de autodeterminação,. Também argumentam que essas populações não têm imunidade a doenças comuns,; o contato gera um risco de infectar os povos isolados e causar epidemias locais. A maioria dos povos isolados está localizada em áreas de floresta densa na América do Sul e na Nova Guiné, mas há alguns grupos nas Ilhas Andamão, na Índia. A descoberta da existência desses povos geralmente acontece após encontros, às vezes violentos, com povos vizinhos ou casualmente, durante filmagens aéreas.
Em anos recentes, operadores de turismo de aventura vêm adotando a controversa prática de organizar excursões que incluem encontrar povos isolados. O primeiro contato com o mundo exterior geralmente é um prenúncio de desastre para esses povos. Em 2006, um documentário da BBC apresentou uma controversa operadora turística especializada em passeios escoltados para a "descoberta" de povos não contatados na Papua Ocidental.
A ONG Survival International estima que haja 107 povos não contatados no mundo. A maioria está na Amazônia. No Brasil, esses grupos vivem principalmente ao longo do rio Boia, mas vão até o Maranhão, onde vivem os Awá, uma das últimas etnias nômades das Américas (Abya Yala). Em uma das Ilhas Andamão, na Índia, os sentineleses são considerados como o povo mais isolado do planeta, vivendo em condições análogas às dos homens do Paleolítico. Seriam cerca de 250 pessoas.

## Ásia
Os Sentineleses são um povo indígena da Ilha Sentinela do Norte nas Ilhas Andamão da Índia. A língua sentinelesa não é mutuamente inteligível com o idioma jarawa, falado pelo povo Jarawa, seus vizinhos mais próximos, o que sugere que eles permaneceram quase intocados e isolados por milhares de anos. Eles foram classificados por especialistas como o povo mais isolado no mundo. Em 2001, funcionários do censo da Índia realizaram uma expedição para registrar a quantidade de Sentineleses na ilha. A expedição foi realizada entre 23-24 de Fevereiro do mesmo ano, conseguindo identificar 39 Sentineleses, consistindo de homens e mulheres adultos, além de de crianças e bebês. A administração local de Andamão e Nicobar adotou uma política para garantir que caçadores não entrem ilegalmente na ilha. Além disso, um protocolo de circunavegação da Ilha Sentinela do Norte foi feito e notificado em consulta com o governo indiano.

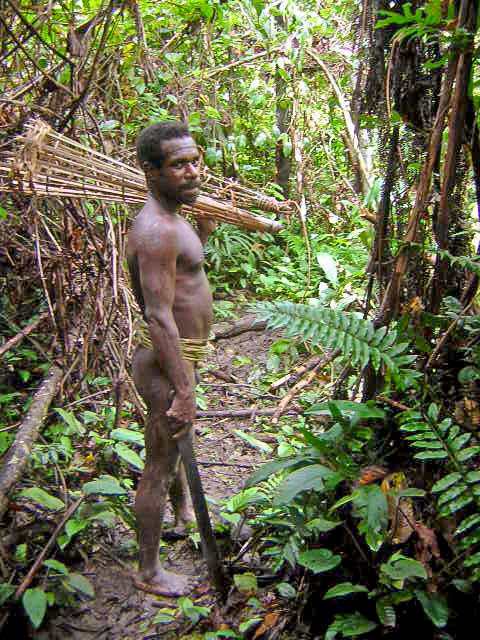
Homem da etnia Korowai (Nova Guiné), contatada pela primeira vez na década de 1970.

Outro povo andamanês, os Jarawas, vivem em partes das ilhas Andamão do Sul e Andamão Central, e a estimativa é de que seus números estejam entre 250-400 indivíduos.
O povo Baduy é uma comunidade tradicional bantenesa que vive na parte sudeste da província de Banten, na Indonésia.

## Oceania

### Australia
Em 1984, um grupo de pessoas do povo Pintupi que vivia em uma tradicional vida de caçador-coletor foram rastreados no Deserto de Gibson na Austrália Ocidental. Pela primeira vez, eles encontraram pessoas da sociedade ocidental. Acredita-se que eles tenham sido a última tribo isolada na Austrália.

### Nova Guiné
Grandes áreas da Nova Guiné ainda não foram exploradas por cientistas e antropólogos devido à densa floresta equatorial e ao terreno montanhoso da ilha. As províncias indonésias de Papua e Papua Ocidental, localizadas na ilha da Nova Guiné, são lar de um número estimado de 44 grupos étnicos ainda não contatados. Há relatos sobre a existência de grupos isolados  nas ilhas do leste da Indonésia.

## América do Norte
Acredita-se que o último povo nativo sem contato na América do Norte eram os povos Lacandón, contatados no início do século XX. Ambas as famílias Ishi Yahi, e Maya Lacadón, estavam cientes da colonização Europeia e a civilização que desenvolveu-se a partir dele, mas propositalmente evitou qualquer contato direto, preferindo interagir apenas com outros povos nativos.

### Estados Unidos
Ishi, um Yahi, acredita-se que tenha sido o último Nativo Americano nos Estados Unidos que tenha vivido a maior parte da vida completamente fora da cultura dos Estados Unidos. Em 1911, com cerca de 50 anos, ele emergiu da vida "selvagem" próximo a Oroville, California, deixando sua terra ancestral em uma colina próximo a Lassen Peak.

### México
O último grupo de pessoas a fazer contato dentro dos arredores do México foram o povo Lacandón, embora tenha sido uma população anteriormente urbana, que se retirou para a Selva Lacandona da Península de Iucatã para fugir da colonização Espanhola. Contato inicial foi estabelecido em 1924, embora fosse um número de décadas antes de emergirem completamente. Entretanto alguns tiveram escolha de entrar na cultura dominante, a população restante na selva ainda é bastante conservador em relação a seu contato com o mundo lá fora, e os números atuais são de 650 pessoas.

## América do Sul

### Bolívia

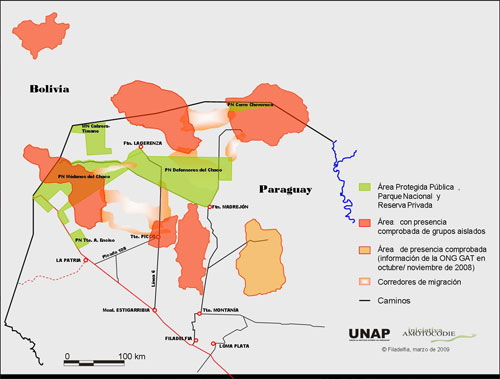
Mapa indicando a presença de grupos isolados da tribo dos Ayoreo entre o noroeste do Paraguai e o sudeste da Bolívia.

Estima-se que a Bolívia tenha cerca de 20 famílias isoladas. Alguns dos povos isolados confirmados são: Ayoreo (no Parque nacional Kaa Iya), Mbya-Yuki (Terra Yuki e rio Usurinta) e os Yurakaré (em Santa Cruz e Beni).

### Colômbia
Na Amazônia colombiana vivem povos e comunidades indígenas que, após a chamada febre da borracha, decidiram evitar o contato. Um deles é o povo Juri, da bacia del rio Puré e do rio Bernardo, entre os rios Japurá (do que são afluentes os anteriores) e o Içá. Em 2010 o fotógrafo Cristóbal von Rothkirch tirou fotografias aéreas de malocas dos juri e de outras de forma diferente, que poderiam ser dos passé e dos jumana.
Os nukak do Guaviare foram atingidos pela colonização de seu território a partir a partir de 1965. Têm sido atingidos por epidemias e pelo deslocamento forçado. Outros grupos isolados reportados, cuja existência não é confirmada, são hurúmi'i (um segmento dos yucunas do Amazonas); um grupo do alto rio Yari (Caquetá), que poderiam ser carijonas; e um grupo ao noroeste do río Apaporis na zona de seu afluente o Ajaju, perto do cerro Macuje, que poderiam ser nukak.

### Peru
Até há poucos anos, a existência de povos indígenas isolados era negada pelo governo peruano. Em 2007, o então presidente do Peru, Alan García, proclamava: "Contra o petróleo, [os anticapitalistas] criaram a figura do nativo selvagem não conectado, ou seja, desconhecido mas presumível. Por isso milhões de hectares não devem ser explorados, e o petróleo peruano deve ficar debaixo da terra enquanto se paga no mundo 90 dólares por barril." No mesmo ano, o presidente da estatal Perupetro, Daniel Saba, pontificava: "É absurdo dizer que existem não contatados quando ninguém os viu." Ambos estavam errados. Na verdade, algumas das últimas tribos isoladas estão saindo da floresta tropical peruana e entrando em contato com as populações de vilarejos próximos, segundo uma pesquisa financiada pelo Pulitzer Center on Crisis Reporting e publicada pela revista norte-americana Science. Em agosto de 2013, cerca de 100 integrantes da tribo isolada Mashco Piro, que vive principalmente Parque Nacional de Manú, no leste do Peru, apareceram perto da comunidade de Monte Salvado e fizeram gestos ameaçadores. Em 2014, cerca de 100 guerreiros Mashco Piro invadiram a aldeia, enquanto a maioria dos habitantes estava fora, matando cães e galinhas, quebrando janelas e destruindo roupas. Em 1 de maio de 2015, ao sul do rio Curanja, fora do Parque Nacional de Manú, homens Mashco Piro dispararam uma flecha que matou um morador indígena de 20 anos de idade As aparições se multiplicam na floresta tropical da fronteira entre Brasil e Peru.
Em junho de 2014, sete Mashco-Piro apareceram na vila de Simpatia, às margens do rio Envira, no estado brasileiro do Acre. Eles se encontraram com os Ashaninka que vivem no local e pediram ajuda para se defender contra os ataques que estavam sofrendo, presumivelmente de narcotraficantes, e que resultaram na morte de vários deles. Além disso, apresentavam doenças respiratórias decorrentes do contato com os brancos.

### Brasil
Em 18 de janeiro de 2007, a FUNAI confirmou a presença de 67 tribos não contatadas no Brasil (com 32 confirmadas ), o que é mais do que foi relatado em 2005. Na floresta ao longo da fronteira entre Brasil e Peru, na bacia do rio Javari, está a maior concentração de povos isolados do mundo, sendo que no Brasil se encontra o maior número deles, embora também haja grupos isolados vivendo no Peru, além da Bolívia, Equador, Colômbia, Venezuela e na região do Chaco, no Paraguai.
Atualmente, segundo a Funai, há no Brasil cerca de 107 registros da presença de índios isolados em toda a Amazônia Legal. Esse número pode variar conforme a evolução dos trabalhos indigenistas. Nesses 107 registros, estão incluídos:
- Grupos indígenas isolados, com os quais a Funai desenvolveu trabalhos sistemáticos de localização geográfica, que permitem não só comprovar sua existência, mas obter mais informações sobre seu território e suas características socioculturais;
- Referências a índios isolados, ou seja, fortes evidências acerca da existência de grupos indígenas isolados, já incluídos e qualificados no banco de dados, embora sem comprovação por parte da Coordenação Geral de Índios Isolados da Funai;
- Informações de índios isolados, que são registradas na Funai após um processo de triagem, embora careçam de um estudo de qualificação.[32] Com esses números, admite-se que o Brasil ultrapasse a ilha da Nova Guiné (dividida entre Indonésia e Papua-Nova Guiné) como a região com maior número de tribos não contatadas, ainda que os números da Papua-Nova Guiné não estejam disponíveis.

Grupos indígenas no Brasil, em especial as tribos isoladas, são frequentemente envolvidos em conflitos e estão ameaçadas por desmatamentos, por invasões e pelo descaso governamental.
O Brasil é o país que possui o maior número de povos não contatados em todo o mundo. As Terras Indígenas brasileiras que são reservadas exclusivamente para tribos isoladas, são as seguintes:
- Terra Indígena Alto Tarauacá, no Acre – Várias tribos. (Isolados do Alto Tarauacá)
- Terra Indígena Hi Merimã, no Amazonas – Hi-Merimã. (Isolados do médio Purus)
- Terra Indígena Massaco, em Rondônia – Sirionó (Isolados do rio São Simão)
- Terra Indígena Rio Omerê, em Rondônia – Kanoê do Omerê e Akuntsu
- Terra Indígena Rio Muqui, em Rondônia – Isolados das cabeceiras do rio Muqui
- Terra Indígena Kawahiva do Rio Pardo, entre os Estados do Mato Grosso e do Amazonas – Isolados do Rio Pardo (Tupi-Guarani-Kawahibi).
- Terra Indígena Riozinho do Alto Envira, no Acre – Isolados do Riozinho/Envira. (Parte do grupo Papavo)
- Terra Indigena Xinane Isolados, no Acre – Não identificados.
- Terra Indígena Tanaru (em estágio de demarcação), em Rondônia – Apenas um único indivíduo, conhecido como o Índio do Buraco (ou Índio Tanaru). Os demais membros da tribo foram massacrados ou morreram por motivo de doença.[34][35]
- Terra Indígena Jacareúba/Katawixi, no Amazonas
- Terra Indígena Igarapé Taboca do Alto Tarauacá, no Acre

As demais Terras Indígenas onde ocorre a presença de índios isolados, são as seguintes:
- Terra Indígena Awá, no Maranhão – Guajás.
- Terra Indígena Nivarura, no Amazonas. Contatados pela primeira vez em 2010.
- Terra Indígena Avá-Canoeiro, em Goiás – Avá-Canoeiros.
- Terra Indígena Arara do Rio Branco, no Mato Grosso – Isolados da margem esquerda do médio Rio Roosevelt/Rio Branco.
- Terra Indígena Parque do Aripuanã, em Rondônia – Isolados da margem esquerda do médio Rio Aripuanã, Isolados do Rio Pacutinga/Aripuanã, Isolados do Médio Rio Branco do Aripuanã.
- Terra Indígena Bujiwa, no Amazonas. (Contatados pela primeira vez em 1943).
- Terra Indígena Caru, no Maranhão – Guajás (Isolados do igarapé Água Branca).
- Terra Indígena Inãwébohona (reserva sobreposta ao Parque Nacional do Araguaia) e uma pequena parte da Terra Indígena Parque do Araguaia, no Tocantins – Avá-Canoeiros (Isolados da Mata do Mamão).
- Terra Indígena Kampa e Isolados do Rio Envira, no Acre – Isolados do rio Envira.
- Terra Indígena Kaxinawá do Rio Humaitá, no Acre – Não identificados.
- Terra Indígena Koatinemo, no Pará – Não identificados.
- Terra Indígena Menkragnoti, no Pará – grupo Mengra Mrari.
- Terra Indígena Raposa Serra do Sol, em Roraima – Não identificados, tendo sido descobertos em 2006. Estão localizados em área bem próxima ao Monte Roraima e ao Monte Caburaí (2 a 4 km da tríplice fronteira entre o Brasil, a Venezuela e a Guiana).
- Terra Indígena Mamoadate, no Acre – Mashko (Isolados do Alto Rio Iaco).
- Terra Indígena Jaminauá/Envira, no Acre – Isolados das cabeceiras do rio Jaminauá. (Parte do grupo indígena Papavo)
- Terra Indígena Rio Teá, no Amazonas – Quatro bandos do grupo dos Macu-nadebes: Cabeceira dos rios Waranaçu e Gururu, Médio rio Tiquié, Cabeceiras dos rios Curicuriari e Dji, e Cabeceiras do rio Teá. Outros dois bandos próximos ao rio Eneiuxi (Médio rio Eneiuxi) e ao rio Urubaxi (Cabeceira do rio Urubaxi e Bafuanã), são possivelmente do grupo dos Macu-nadebes.
- Terra Indígena Parque do Tumucumaque, no Pará – índios isolados da etnia Akurio.
- Terra Indígena Uru-Eu-Wau-Wau, em Rondônia – de quatro a seis grupos de índios isolados, incluindo os Isolados das cabeceiras do rio Muqui, os Isolados do rio Cautário, os Isolados das Cabeceiras do rio Água Branca e os Isolados do Rio Jurureí.
- Terra Indígena Vale do Javari, no Amazonas – sete grupos de índios isolados: Cabeceiras do igarapé Santana e do igarapé Flexeira, Korubos, Isolados do Rio Coari-Rio Branco, Isolados do Rio Quixito, Isolados do Rio Jandiatuba, Isolados do Alto Rio Jutaí e Isolados dos rios Jaquirana/Amburus.
- Terra Indígena Waimiri Atroari, no Amazonas – índios isolados no Formadores do rio Alalaú (povo Piriutiti) e nos Formadores do rio Jatapu (povo Karafawyana ou Chamakoto).
- Terra Indígena Xikrin do Cateté, no Pará.
- Terra Indígena Araribóia, no Maranhão – Isolados dos rios Buriticupu e Taruparu.
- Terra Indígena Cuminapanema, no Pará – grupo dos Zo'é. São classificados como índios isolados pela FUNAI, mas já estão em processo de integração com a sociedade nacional.

| Nome do grupo indígena                                                                                    | População de índios isolados (estimada)   | Localização dos índios isolados | Comentários |
| --- | ----------------------------------------- | --- | --- |
| Apiaká | superior a 100                            | Mato Grosso – Entre o baixo Juruena e o baixo Teles Pires | - Tupi-Guarani. - Grupo isolado do povo Apiaká. - Foram massacrados há muito tempo. |
| Apurinã                                                                                                   | superior a 50                             | Amazonas – Alto rio Sepatini | Aruaques (Arawak). |
| Aruá | no máximo 75 indivíduos                   | Rondônia | - Tupi-Mondé - Entre os rios Mequéns e Colorado - Vivem na Terra Indígena Rio Branco, na Reserva Biológica do Guaporé e em áreas localizadas fora das duas reservas. - Rio São Miguel - Área invadida por madeireiros. - Conflitos frequentes. |
| Avá-Canoeiro                                                                                              | cerca de 30 indivíduos                    | Estão localizados em três áreas nos Estados de Goiás, do Tocantins e de Minas Gerais. 1. Na Terra Indígena Avá-Canoeiro e nas serras localizadas entre o Rio Preto e o Rio Bagagem (na região do município de Colinas do Sul), no norte de Goiás. 2. No interior da Mata do Mamão, localizada na Ilha do Bananal, no estado do Tocantins. 3. Nas serras localizadas próximas ao Rio Urucuia e ao Rio Carinhanha, no noroeste de Minas Gerais. | - Tupi-Guarani. - Pequenos grupos formados por caçadores-coletores que se deslocam com bastante frequência. - São popularmente conhecidos pelo apelido Cara-Preta. - Índios hostis. |
| Guajá | 120 (já contados entre o grupo contatado) | Maranhão – Espalhados por toda a região oeste do estado | - Tupi-Guarani. - Pequenos grupos formados por caçadores-coletores que se deslocam com bastante frequência (mesmo depois do contato). - Eles possuem a sua própria terra indígena, mas também costumam se locomover por várias outras reservas da região. |
| Ingarune                                                                                                  | cerca de 100 indivíduos                   | Norte do Pará – Rio Cuminapanema e Rio Paru do Oeste (erroneamente registrado nos mapas oficiais como Rio Paru de Oeste) | - Karib. - São relacionados aos Kachuyana. - Existência confirmada pelos Poturuyar (Tupi-Guaranis recentemente contatados). Eles vivem na terra indígena dos Poturuyar. |
| Kanibo (Mayo)                                                                                             | de 120 a 150 indivíduos                   | Rio Quixito, Bacia do Rio Javari, Amazonas | Provavelmente Panos. - Diversos contatos oficiais malsucedidos. - Contatos ocasionais com madeireiros. |
| Kaniwa (Korubo)                                                                                           | 300                                       | 9 malocas entre o baixo Rio Ituí e o baixo Rio Itacuaí, no Amazonas | Panos. - Contatos ocasionais. - Índios hostis. |
| Karafawyana e outras tribos Caribes isoladas.                                                             | de 400 a 500 indivíduos                   | Quatro áreas localizadas no estado de Roraima e no norte do Pará. 1. Nascente do Rio Jatapu. 2. Rio Urucurina, tributário do Rio Mapuera. 3. Rio Kafuini, tributário do Rio Trombetas. 4. Alto rio Turuna, tributário do Rio Trombetas. | Principalmente Caribes. 1. Subgrupo Parukoto-Charuma, do grupo dos Caribes (ou Karib). 2. São relacionados aos Waiwai. 3. Alguns indivíduos visitam as comunidades do grupo dos Waiwai, sem avisar as autoridades. Esta é a maneira com a qual eles conseguem obter as suas ferramentas de metal. 4. Vivem (em parte) na Terra Indígena Trombetas/Mapuera |
| Karitiana                                                                                                 | de 50 a 100 indivíduos                    | Alto Rio Candeias, Rondônia. | Tupi-Arikém. Identificados pelo pequeno grupo que já foi contatado. |
| Katawixi                                                                                                  | 50                                        | Alto Rio Muquim, tributário do Rio Purus, Amazonas. | Língua isolada. Apenas uma comunidade já foi localizada. |
| Kayapó do Rio Liberdade                                                                                   | superior a 100                            | Baixo Rio Liberdade, no norte do Mato Grosso. | Macro-jê. Identificados por outros Kayapós, com os quais eles são hostis. |
| Kayapó-Pu'ro                                                                                              | 100                                       | Baixo Rio Curuá, no sul do Pará. | Kayapó. Este grupo se separou dos Mekragnoti desde 1940. Estão localizados fora da Terra Indígena Kayapó. |
| Kayapó-Pituiaro                                                                                           | 200                                       | Rio Mururé, no sul do Pará. | Kayapó. Este grupo se separou dos Kuben-kranken desde 1950. Estão parcialmente localizados fora da Terra Indígena Kayapó. |
| Kayapó-Kararaô                                                                                            | cerca de 50 indivíduos                    | Baixo Rio Guajará, no sul do Pará. | Kayapó. Este grupo se separou dos demais Kararaôs (já contatados). As lutas fazem parte das tradições dos Kayapó-Kararaô. |
| Kozicky                                                                                                   | número desconhecido de indivíduos         | Rio Curuçá, Amazonas. | Kayapó. Pequeno grupo de índios hostis. Ocasionalmente conhecidos por entrarem em contato com a sociedade moderna. |
| Kulina | número desconhecido de indivíduos         | Rio Curuçá, tributário do rio Javari, Amazonas. | Arawan. Pequenas comunidades isoladas pertencentes ao grande grupo dos Kulina. |
| Maku (Nadeb)                                                                                              | cerca de 100 indivíduos                   | Bacias dos rios Uneiuxi e Urubaxi, no Amazonas. | Língua isolada. Membros isolados de grupos de Maku (Nadebes) que já foram contatados. São caçadores-coletores. |
| Mamaindé                                                                                                  | de 50 a 100 indivíduos                    | Alto Rio Corumbiara, Rondônia. | Língua isolada. Grupo isolado de Nambikwaras. Uma zona com restrição de acesso foi instalada no local, mas depois foi cancelada devido à pressão feita por pessoas da região. Foram recentemente massacrados. |
| Hi-Merimã                                                                                                 | 1.500                                     | Médio Rio Piranha e Rio Riozinho (tributário do Rio Cuniuá), Bacia do Rio Purus, Amazonas. | Arawan. A área foi recentemente declarada como protegida. |
| Mayoruna                                                                                                  | de 200 a 300 indivíduos                   | Três áreas no estado do Amazonas: 1. Rio Batã (um dos formadores do Rio Javari, juntamente com o Rio Jaquirana). 2. Rio Pardo. 3. Entre o rio Pardo e o médio Rio Javari. | Pano. Pequenas comunidades isoladas do grande grupo dos Mayoruna. |
| Miqueleno (Cujubi)                                                                                        | ?                                         | Alto Rio São Miguel, Rondônia | Língua isolada da família Chapakura. Área invadida por madeireiros. Foram recentemente massacrados. |
| Nereyana                                                                                                  | cerca de 100 indivíduos                   | Rio Panama, cabeceiras do rio Paru do Oeste, no norte do Pará. | Karib. Talvez mais estreitamente relacionados com os Kachuyana, do que com os Tiriyó. |
| Pacaás Novos - (2) Subgrupo Oromawin                                                                      | cerca de 150 indivíduos                   | Serra dos Pacaás Novos, Rondônia. - (2) Nascente do Rio Formoso, Rondônia. | Língua isolada da família Chapakura. Grupos isolados pertencentes ao grande grupo dos Pacaás Novos. Estão incluídos na Terra Indígena Uru-Eu-Wau-Wau. - (2) Habitam uma área próxima a uma das terras indígenas dos Pacaás Novos. |
| Supergrupo Papavo, que inclui os seguintes grupos: 1. Mashco/Harakmbet 2. Culina 3. Amahuaca 4. Yawanahua | superior a 400                            | Acre (Espalhados por um grande e único território) - (1) Rio Breu, cabeceiras do Alto Rio Juruá. - (2,3,4) Entre as nascentes dos rios Envira e Muru, e o Igarapé Xinane (tributário do Rio Purus), ultrapassando a fronteira com o Peru. | Muitas comunidades isoladas pertencem a quatro grupos distintos. As lutas fazem parte das suas tradições. Contatos hostis e recíprocos com os Kampa, sendo que os Papavo costumam praticar saques nas aldeias dos Kampa. Com os Kulina, os Papavo mantêm uma relação pacífica. Os Papavo também costumam realizar pilhagens em acampamentos de madeireiros. - (1) Língua isolada – Vivem na Reserva Extrativista do Alto Juruá. - (2,3,4)-(2) Língua da família Arawan, (3,4) Língua da família Pano – Duas terras indígenas foram criadas para eles. |
| Pariuaia                                                                                                  | superior a 100                            | Rio Bararati, tributário do Baixo Rio Juruena, Amazonas. | Provavelmente Tupi–Kawahib, Tupi–Guarani. Eles tem recusado todas as tentativas de contato desde 1930. |
| Piriutiti                                                                                                 | de 100 a 200 indivíduos                   | Rio Curiaú, Amazonas. | São relacionados aos Waimiri-Atroari (Karib). Alguns vivem dentro da Terra Indígena Waimiri-Atroari, enquanto que outros vivem fora dos limites da reserva. |
| Sateré | número desconhecido de indivíduos         | Rio Parauari, tributário do Rio Maués-Açu, Amazonas. | Tupi. Comunidades que se separaram dos Sateré-Mawé há muito tempo. |
| Tupi–Kawahib (Piripicura)                                                                                 | de 200 a 300 indivíduos                   | Entre o Rio Madeirinha e o Rio Roosevelt, no norte do Mato Grosso. | Tupi–Guarani. Uma zona com restrição de acesso foi criada recentemente para eles. |
| Uru-Eu-Wau-Wau                                                                                            | 300                                       | Serra dos Pacaás Novos, Rondônia. | Tupi–Guarani. Restam mais de três grupos isolados da etnia na área. Vários encontros hostis com garimpeiros e com madeireiros. Todos os três grupos estão localizados dentro da vasta Terra Indígena Uru-Eu-Wau-Wau. |
| Wayãpi (Yawãpi)                                                                                           | de 100 a 150 indivíduos                   | Alto Rio Ipitinga, entre o Rio Jari e o Rio Paru do Leste no norte do Pará. | Tupi–Guarani. Grupo que antigamente se separou dos Wayãpi do sul. |
| Yakarawakta                                                                                               | de 20 a 30 indivíduos                     | Entre o Rio Aripuanã e o Rio Juruena, no norte do Mato Grosso. | Tupi–Guarani. Provavelmente um subgrupo dos Apiaká. |
| Yanomami                                                                                                  | 300                                       | Amazonas 1. Alto Rio Marauiá 2. Entre o Rio Demini e o Rio Catrimani | Yanomami. 1. Dentro da Terra Indígena Yanomami 2. Comunidades isoladas; provavelmente fora da Terra Indígena Yanomami, mas no entanto, dentro do Parque Nacional do Rio Branco. |
| nome desconhecido                                                                                         | em torno de 100 indivíduos                | Entre o Alto Rio Amapari e o Alto Rio Oiapoque, no Amapá. | Família linguística não especificada. De acordo com os Wayãpi do sul, trata-se de um grupo que se separou antigamente deles. Segundo os Wayãpi do norte, o grupo é um dos seus antigos inimigos: os Tapüiy. |
| nome desconhecido                                                                                         | número desconhecido de indivíduos         | Igarapé Recreio, Alto Rio Juruá, município de Mâncio Lima, Acre. | Família linguística: Talvez a família Pano. |
| nome desconhecido (Isolados do Igarapé Tueré)                                                             | número desconhecido de indivíduos         | Igarapé Tueré, tributário do Rio Itacaiúnas, no Pará. | Língua: Talvez do tronco Tupi |
| nome desconhecido (Isolados do Arama e Inauini)                                                           | em torno de 100 indivíduos                | Sul do Rio Inauini, Bacia do Rio Purus, Amazonas. | |
| nome desconhecido (Isolados do Igarapé Umari)                                                             | número desconhecido de indivíduos         | Igarapé Umari, tributário do Rio Ituxi, no Amazonas. | |
| nome desconhecido (Isolados da Serra do Taquaral)                                                         | número desconhecido de indivíduos         | Serra do Taquaral, nascente do Rio Branco, Rondônia. | |

De acordo com a listagem acima, os Estados brasileiros que possuem povos isolados (já conhecidos) são os seguintes: Amazonas (16 povos), Pará (8 povos), Rondônia (7 povos), Mato Grosso (3 povos), Acre (2 povos), Amapá (1 povo), Maranhão (1 povo), Roraima (1 povo), Tocantins (1 povo), Goiás (1 povo) e Minas Gerais (1 povo). Há de se considerar que alguns grupos (ou até mesmo povos inteiros) podem atravessar as divisas de estado e as fronteiras internacionais do Brasil.

## Galeria

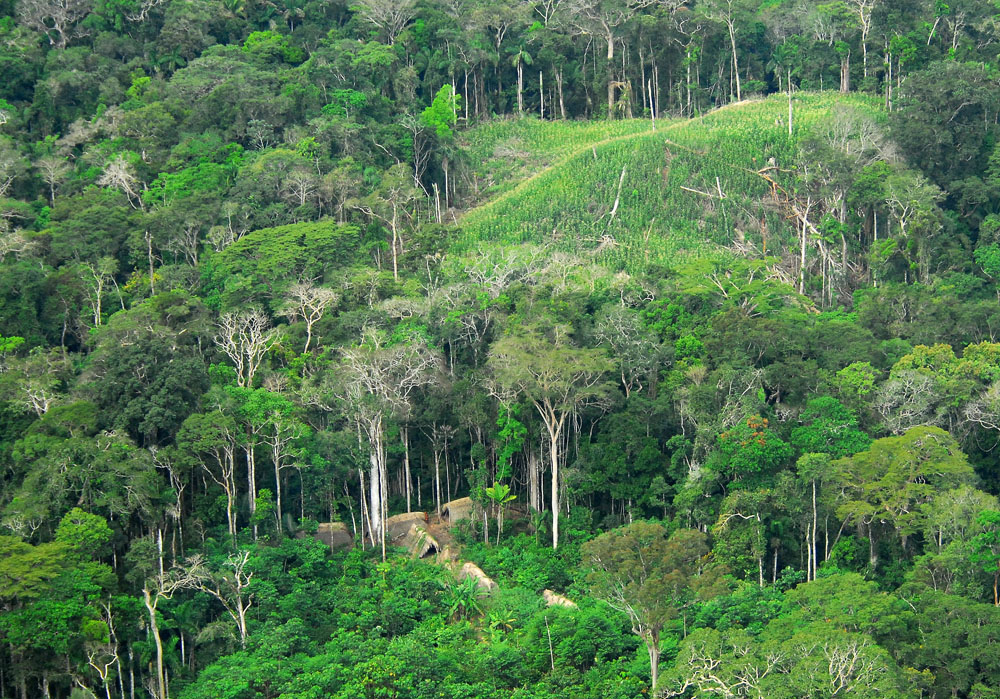
Aldeia de índios isolados, no Acre (2009).
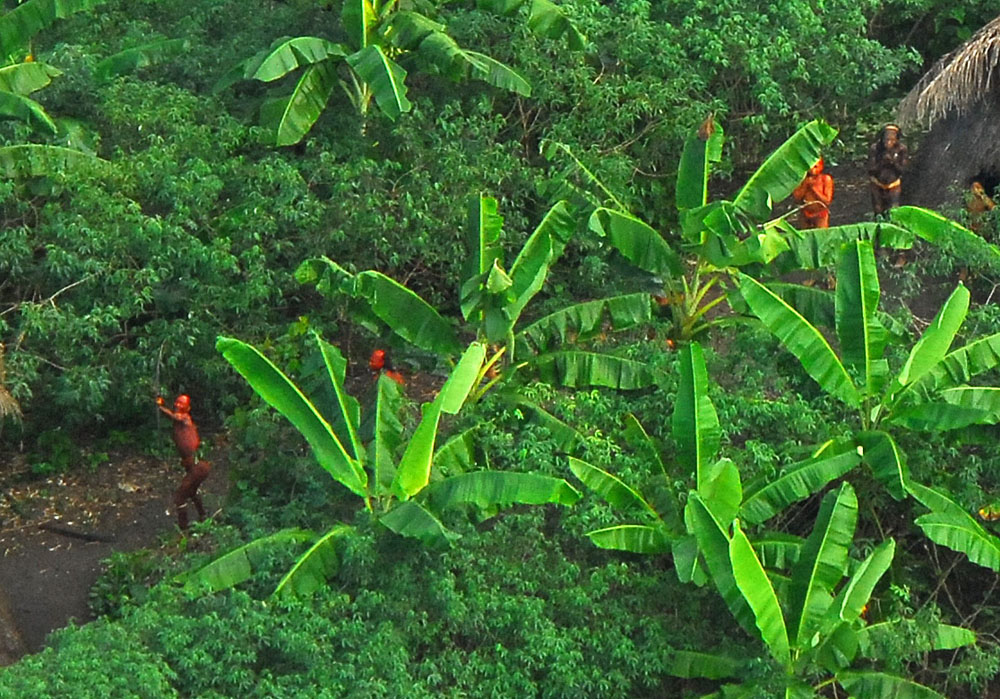
Índios isolados avistados em Feijó (Acre).
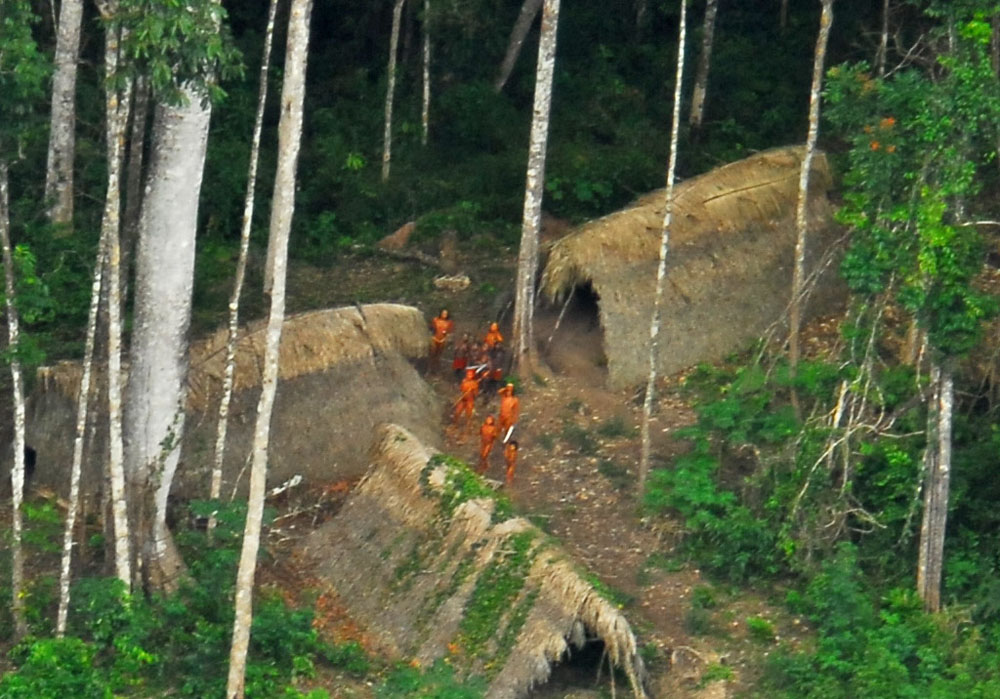
Índios isolados avistados no Acre, (2009).

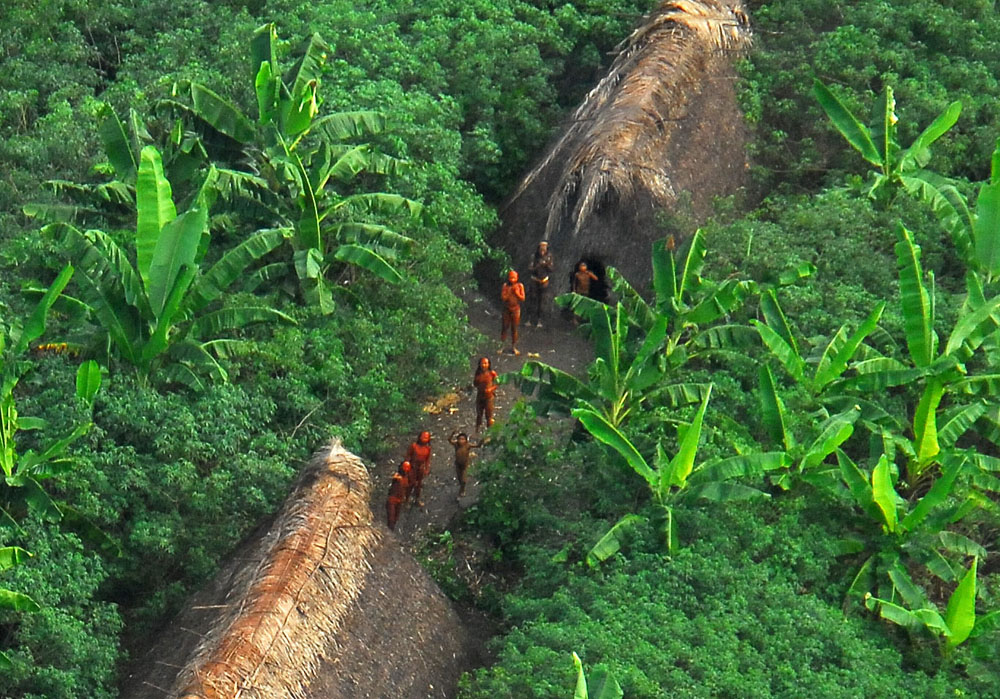
Índios isolados avistados no Acre (2009).
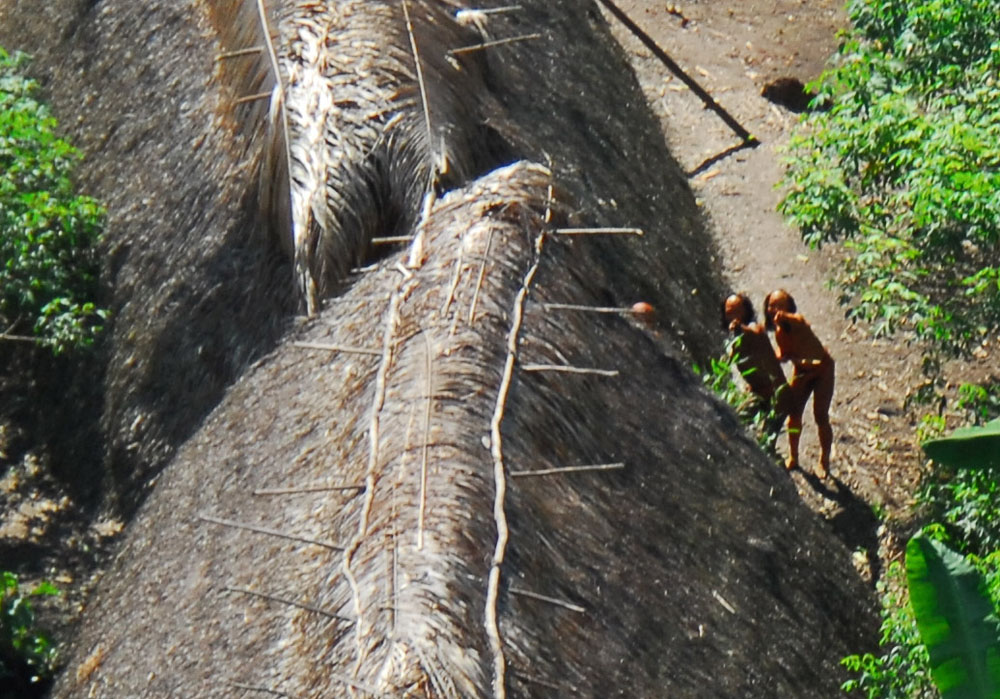
Índios isolados avistados no Acre (2009).
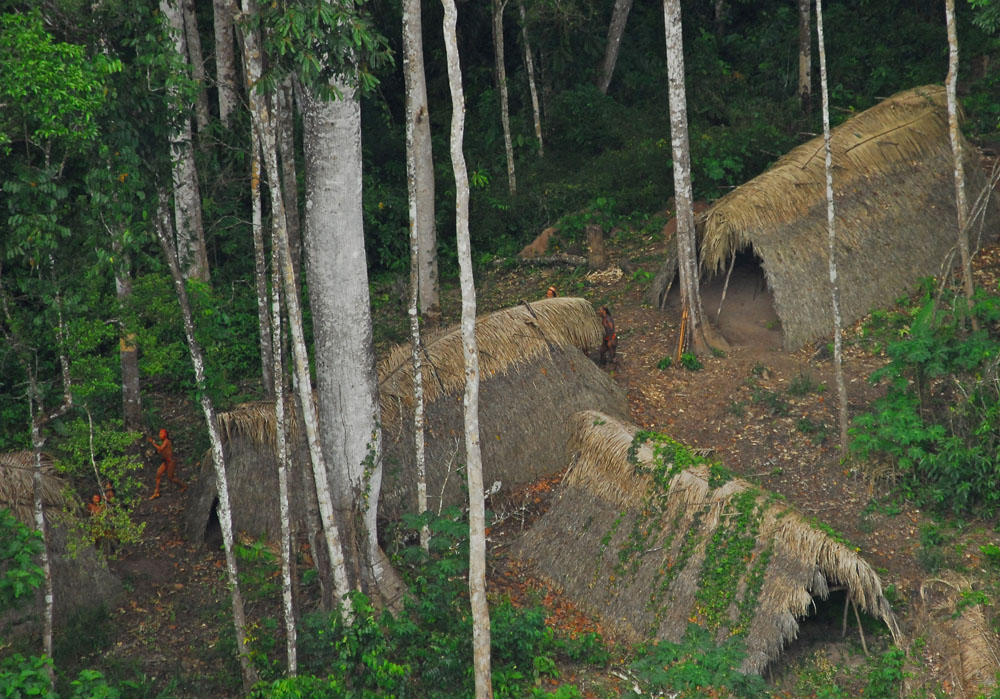
Índios isolados avistados no Acre (2009).